# Sint-Jobkerk (Sint-Job-in-'t-Goor)

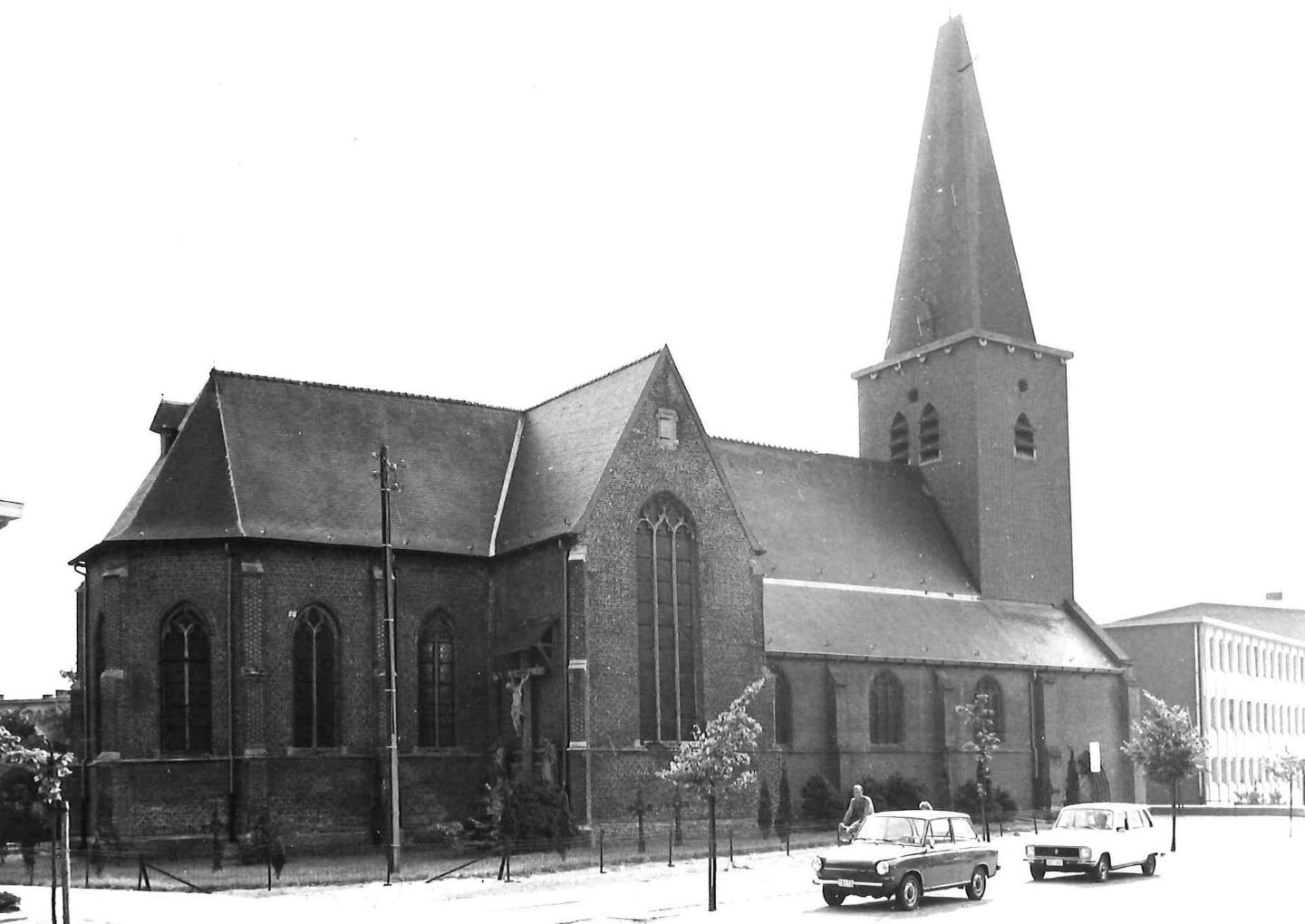
Sint-Jobkerk

De Sint-Jobkerk is de parochiekerk van de tot de Antwerpse gemeente Brecht behorende plaats Sint-Job-in-'t-Goor, gelegen aan de Kerklei 46.

## Geschiedenis
In 1564 werd de parochie van Sint-Job-in-'t Goor afgescheiden van die van Schoten.
De huidige kerk is een 16e-eeuws gotisch kerkgebouw met transept van 1523-1524, middenbeuk van 1511-1527 en zijbeuken van 1863, ontworpen door Eugeen Gife.
De kerk werd zwaar beschadigd in 1944, tijdens de Tweede Wereldoorlog. In 1947 werd de kerk gerestaureerd en werd een moderne bakstenen ingebouwde westtoren toegevoegd, naar ontwerp van Eduard Van Ballaer.

## Interieur
De kerk bezit twee portiekaltaren van omstreeks 1765: een Onze-Lieve-Vrouwealtaar en een Sint-Jobsaltaar. Er is een Sint-Jorisbeeld in gepolychromeerd hout van omstreeks 1700 en een Sint-Rochusbeeld van omstreeks 1750.
De biechtstoelen zijn uit het midden van de 18e eeuw, de preekstoel in rococostijl is van omstreeks 1765 en ook de lambrisering is 18e-eeuws.
Het arduinen doopvontbekken is 15e-eeuws. Buiten de kerk is een calvariegroep uit 1775 opgesteld, uitgevoerd in terracotta.